# Ranking UCI kolarzy szosowych
Ranking indywidualny UCI (FICP) to zestawienie najlepszych kolarzy w danym roku prowadzone przez Union Cycliste Internationale od roku 1984 do 2004, które w roku 2005 zostało zastąpione klasyfikacjami UCI ProTour i Pucharami Kontynentalnymi UCI.

## Zasady tworzenia rankingu
Ranking ten był tworzony na podstawie wszystkich miejsc zajmowanych przez danego kolarza w sezonie. Od Pucharu Świata różnił się tym, że wliczano do niego wszystkie zwycięstwa i zajmowane miejsca danego kolarza, a nie tylko te, które zajął on w wyścigach Pucharu Świata. Listę aktualizowano w mniej lub bardziej regularnych odstępach czasu, najczęściej po ważnych wyścigach i na koniec kolarskiego sezonu. Stan punktowy danego kolarza był ważny rok dla każdego wyścigu i punkty otrzymane za dany wyścig w roku poprzednim ulegały anulowaniu po odbyciu się tego samego wyścigu w aktualnym sezonie.
Największą wartość punktową miały wyścigi Tour de France i szosowe Mistrzostwa Świata.

## Znaczenie
Lista rankingowa miała duże znaczenie przy kolarskich transferach oraz przy obsadzie wyścigów. Suma punktów rankingowych zawodników z danej drużyny decydowała o jej randze. Im więcej punktów miała dana drużyna, tym większe szanse miała ona na uzyskanie zgody na start w ważnych imprezach kolarskich. Każdy „team” starał się więc tak dokonywać transferów zawodników, aby wartość punktowa drużyny była możliwie najwyższa w danym sezonie. Ranking drużynowy był zdominowany w latach 90. przez drużynę Mapei, która w latach 1994 do 2002 łącznie 8 razy znajdowała się na 1. miejscu listy.

## Inne dyscypliny
UCI prowadzi nadal takie listy rankingowe w:
- kolarstwie torowym
- kolarstwie górskim
- kolarstwie przełajowym
- BMX
- trialu
- kolarstwie halowym

## Liderzy rankingu (szosa)
Przez pięć lat z rzędu na szczycie rankingu znajdował się Sean Kelly, co jest niepobitym rekordem. Cztery razy prowadził w tym zestawieniu Laurent Jalabert. Najmłodszym liderem rankingu UCI był 23- latek, Damiano Cunego, jednocześnie ostatni prowadzący w tym zestawieniu.

## Pierwsze dziesiątki w poszczególnych latach (na koniec sezonu)

### 2004
| L.p. | Zawodnik            | Kraj              | Liczba punktów |
| ---- | ------------------- | ----------------- | -------------- |
| 1.   | Damiano Cunego      | Włochy            | 2245           |
| 2.   | Paolo Bettini       | Włochy            | 2239           |
| 3.   | Erik Zabel          | Niemcy            | 2011           |
| 4.   | Óscar Freire        | Hiszpania         | 1993           |
| 5.   | Alejandro Valverde  | Hiszpania         | 1892           |
| 6.   | Davide Rebellin     | Włochy            | 1883           |
| 7.   | Lance Armstrong     | Stany Zjednoczone | 1726           |
| 8.   | Stuart O’Grady      | Australia         | 1701           |
| 9.   | Alessandro Petacchi | Włochy            | 1464           |
| 10.  | Tom Boonen          | Belgia            | 1449           |

### 2003
| L.p. | Zawodnik            | Kraj              | Liczba punktów |
| ---- | ------------------- | ----------------- | -------------- |
| 1.   | Paolo Bettini       | Włochy            | 2266,75        |
| 2.   | Erik Zabel          | Niemcy            | 2087,75        |
| 3.   | Alessandro Petacchi | Włochy            | 1989           |
| 4.   | Gilberto Simoni     | Włochy            | 1715           |
| 5.   | Davide Rebellin     | Włochy            | 1656           |
| 6.   | Aleksandr Winokurow | Kazachstan        | 1640,5         |
| 7.   | Alejandro Valverde  | Hiszpania         | 1611           |
| 8.   | Lance Armstrong     | Stany Zjednoczone | 1521           |
| 9.   | Michael Boogerd     | Holandia          | 1441           |
| 10.  | Iban Mayo           | Hiszpania         | 1425           |

Na 83. pozycji został sklasyfikowany Cezary Zamana, na 114. Zbigniew Piątek, na 200. Tomasz Brożyna

### 2002
| L.p. | Zawodnik             | Kraj              | Liczba punktów |
| ---- | -------------------- | ----------------- | -------------- |
| 1.   | Erik Zabel           | Niemcy            | 2269           |
| 2.   | Lance Armstrong      | Stany Zjednoczone | 2110           |
| 3.   | Paolo Bettini        | Włochy            | 2012           |
| 4.   | Robbie McEwen        | Australia         | 1927           |
| 5.   | Mario Cipollini      | Włochy            | 1749,2         |
| 6.   | Dario Frigo          | Włochy            | 1702           |
| 7.   | Aitor González       | Hiszpania         | 1556           |
| 8.   | Francesco Casagrande | Włochy            | 1468           |
| 9.   | Davide Rebellin      | Włochy            | 1467           |
| 10.  | Roberto Heras        | Hiszpania         | 1455           |

Na 186. pozycji został sklasyfikowany Zbigniew Piątek, na 192. Dariusz Baranowski.

### 2001
| L.p. | Zawodnik             | Kraj              | Liczba punktów |
| ---- | -------------------- | ----------------- | -------------- |
| 1.   | Erik Zabel           | Niemcy            | 2387           |
| 2.   | Erik Dekker          | Holandia          | 2026           |
| 3.   | Davide Rebellin      | Włochy            | 1977           |
| 4.   | Lance Armstrong      | Stany Zjednoczone | 1713           |
| 5.   | Gilberto Simoni      | Włochy            | 1704           |
| 6.   | Jan Ullrich          | Niemcy            | 1690           |
| 7.   | Michael Boogerd      | Holandia          | 1522           |
| 8.   | Oscar Sevilla        | Hiszpania         | 1493           |
| 9.   | Paolo Bettini        | Włochy            | 1491           |
| 10.  | Francesco Casagrande | Włochy            | 1416           |

Na 83. pozycji sklasyfikowany został Piotr Wadecki.

### 2000
| L.p. | Zawodnik             | Kraj              | Liczba punktów |
| ---- | -------------------- | ----------------- | -------------- |
| 1.   | Francesco Casagrande | Włochy            | 2467           |
| 2.   | Erik Zabel           | Niemcy            | 2231           |
| 3.   | Romāns Vainšteins    | Łotwa             | 2099           |
| 4.   | Lance Armstrong      | Stany Zjednoczone | 1895           |
| 5.   | Roberto Heras        | Hiszpania         | 1767           |
| 6.   | Jan Ullrich          | Niemcy            | 1671,75        |
| 7.   | Davide Rebellin      | Włochy            | 1612           |
| 8.   | Laurent Jalabert     | Francja           | 1493,75        |
| 9.   | Andrei Tchmil        | Belgia            | 1457           |
| 10.  | Paolo Bettini        | Włochy            | 1437           |

Na 37. pozycji został sklasyfikowany Zbigniew Spruch, na 42. Piotr Wadecki.

### 1999
| L.p. | Zawodnik             | Kraj              | Liczba punktów |
| ---- | -------------------- | ----------------- | -------------- |
| 1.   | Laurent Jalabert     | Francja           | 2362           |
| 2.   | Michael Boogerd      | Holandia          | 1967           |
| 3.   | Frank Vandenbroucke  | Belgia            | 1818           |
| 4.   | Andrei Tchmil        | Belgia            | 1623           |
| 5.   | Davide Rebellin      | Włochy            | 1590           |
| 6.   | Markus Zberg         | Szwajcaria        | 1507           |
| 7.   | Lance Armstrong      | Stany Zjednoczone | 1495           |
| 8.   | Francesco Casagrande | Włochy            | 1417           |
| 9.   | Jan Ullrich          | Niemcy            | 1408           |
| 10.  | Roberto Heras        | Hiszpania         | 1373           |

Na miejscu 70. był sklasyfikowany Zbigniew Spruch

### 1998
| L.p. | Zawodnik            | Kraj       | Liczba punktów |
| ---- | ------------------- | ---------- | -------------- |
| 1.   | Michele Bartoli     | Włochy     | 2808           |
| 2.   | Laurent Jalabert    | Francja    | 2273           |
| 3.   | Abraham Olano       | Hiszpania  | 2057           |
| 4.   | Marco Pantani       | Włochy     | 1969           |
| 5.   | Michael Boogerd     | Holandia   | 1674,5         |
| 6.   | Alex Zülle          | Szwajcaria | 1571           |
| 7.   | Andrea Tafi         | Włochy     | 1475           |
| 8.   | Davide Rebellin     | Włochy     | 1432           |
| 9.   | Frank Vandenbroucke | Belgia     | 1391           |
| 10.  | Oscar Camenzind     | Szwajcaria | 1356           |

Na 98. miejscu był sklasyfikowany Dariusz Baranowski.

### 1997
| L.p. | Zawodnik             | Kraj       | Liczba punktów |
| ---- | -------------------- | ---------- | -------------- |
| 1.   | Laurent Jalabert     | Francja    | 2353           |
| 2.   | Jan Ullrich          | Niemcy     | 1610           |
| 3.   | Michele Bartoli      | Włochy     | 1430           |
| 4.   | Alex Zülle           | Szwajcaria | 1417           |
| 5.   | Paweł Tonkow         | Rosja      | 1403           |
| 6.   | Andrei Tchmil        | Ukraina    | 1236           |
| 7.   | Erik Zabel           | Niemcy     | 1134           |
| 8.   | Francesco Casagrande | Włochy     | 1102           |
| 9.   | Johan Museeuw        | Belgia     | 1092           |
| 10.  | Abraham Olano        | Hiszpania  | 1043           |

### 1996
| L.p. | Zawodnik             | Kraj              | Liczba punktów |
| ---- | -------------------- | ----------------- | -------------- |
| 1.   | Laurent Jalabert     | Francja           | 2019           |
| 2.   | Alex Zülle           | Szwajcaria        | 2013           |
| 3.   | Bjarne Riis          | Dania             | 1565           |
| 4.   | Johan Museeuw        | Belgia            | 1511           |
| 5.   | Michele Bartoli      | Włochy            | 1493           |
| 6.   | Abraham Olano        | Hiszpania         | 1391           |
| 7.   | Richard Virenque     | Francja           | 1369           |
| 8.   | Tony Rominger        | Szwajcaria        | 1358           |
| 9.   | Lance Armstrong      | Stany Zjednoczone | 1315           |
| 10.  | Francesco Casagrande | Włochy            | 1287           |

### 1995
| L.p. | Zawodnik             | Kraj       | Liczba punktów |
| ---- | -------------------- | ---------- | -------------- |
| 1.   | Laurent Jalabert     | Francja    | 3162,4         |
| 2.   | Tony Rominger        | Szwajcaria | 2386,6         |
| 3.   | Miguel Induráin      | Hiszpania  | 2338,4         |
| 4.   | Johan Museeuw        | Belgia     | 1363,8         |
| 5.   | Alex Zülle           | Szwajcaria | 1357,8         |
| 6.   | Claudio Chiappucci   | Włochy     | 1276,4         |
| 7.   | Jewgienij Bierzin    | Rosja      | 1261,2         |
| 8.   | Abraham Olano        | Hiszpania  | 1098,24        |
| 9.   | Francesco Casagrande | Włochy     | 1066,6         |
| 10.  | Andrei Tchmil        | Ukraina    | 1020,84        |

Na 83. miejscu był sklasyfikowany Zenon Jaskuła, na 97. – Zbigniew Spruch.

### 1994
| L.p. | Zawodnik               | Kraj       | Liczba punktów |
| ---- | ---------------------- | ---------- | -------------- |
| 1.   | Tony Rominger          | Szwajcaria | 2304,6         |
| 2.   | Miguel Induráin        | Hiszpania  | 1880,6         |
| 3.   | Claudio Chiappucci     | Włochy     | 1642           |
| 4.   | Jewgienij Bierzin      | Rosja      | 1445           |
| 5.   | Maurizio Fondriest     | Włochy     | 1242,6         |
| 6.   | Johan Museeuw          | Belgia     | 1188,2         |
| 7.   | Pascal Richard         | Szwajcaria | 1124           |
| 8.   | Giorgio Furlan         | Włochy     | 1065,4         |
| 9.   | Wiaczesław Jekimow     | Rosja      | 970,92         |
| 10.  | Dżamolidin Abdużaparow | Uzbekistan | 938,80         |

Na 86. miejscu uplasował się Zenon Jaskuła.

### 1993
| L.p. | Zawodnik            | Kraj       | Liczba punktów |
| ---- | ------------------- | ---------- | -------------- |
| 1.   | Miguel Induráin     | Hiszpania  | 2583,5         |
| 2.   | Tony Rominger       | Szwajcaria | 2117           |
| 3.   | Maurizio Fondriest  | Włochy     | 1962,3         |
| 4.   | Claudio Chiappucci  | Włochy     | 1679           |
| 5.   | Alex Zülle          | Szwajcaria | 1539,98        |
| 6.   | Johan Museeuw       | Belgia     | 1274,2         |
| 7.   | Rolf Sørensen       | Dania      | 1041           |
| 8.   | Erik Breukink       | Holandia   | 1006,4         |
| 9.   | Maximilian Sciandri | Włochy     | 998,6          |
| 10.  | Gianni Bugno        | Włochy     | 907,4          |

Na 32. miejscu sklasyfikowany był Zenon Jaskuła.

### 1992
| L.p. | Zawodnik           | Kraj       | Liczba punktów |
| ---- | ------------------ | ---------- | -------------- |
| 1.   | Miguel Induráin    | Hiszpania  | 2539,47        |
| 2.   | Tony Rominger      | Szwajcaria | 1608,6         |
| 3.   | Claudio Chiappucci | Włochy     | 1607,6         |
| 4.   | Gianni Bugno       | Włochy     | 1521,6         |
| 5.   | Olaf Ludwig        | Niemcy     | 1248,4         |
| 6.   | Franco Chioccioli  | Włochy     | 1082,6         |
| 7.   | Johan Museeuw      | Belgia     | 1082,2         |
| 8.   | Laurent Jalabert   | Francja    | 981,6          |
| 9.   | Alex Zülle         | Szwajcaria | 957,75         |
| 10.  | Luc Leblanc        | Francja    | 921,4          |

### 1991
| L.p. | Zawodnik           | Kraj       | Liczba punktów |
| ---- | ------------------ | ---------- | -------------- |
| 1.   | Gianni Bugno       | Włochy     | 2033,6         |
| 2.   | Miguel Induráin    | Hiszpania  | 1640,1         |
| 3.   | Claudio Chiappucci | Włochy     | 1505,8         |
| 4.   | Franco Chioccioli  | Włochy     | 1078,4         |
| 5.   | Johan Museeuw      | Belgia     | 966,8          |
| 6.   | Charly Mottet      | Francja    | 939,9          |
| 7.   | Tony Rominger      | Szwajcaria | 933,4          |
| 8.   | Melchor Mauri      | Hiszpania  | 893,3          |
| 9.   | Olaf Ludwig        | Niemcy     | 886,4          |
| 10.  | Marino Lejarreta   | Hiszpania  | 885,2          |

Na 90. miejscu znalazł się Zenon Jaskuła.

### 1990
| L.p. | Zawodnik           | Kraj              | Liczba punktów |
| ---- | ------------------ | ----------------- | -------------- |
| 1.   | Gianni Bugno       | Włochy            | 1904,2         |
| 2.   | Claudio Chiappucci | Włochy            | 1069           |
| 3.   | Charly Mottet      | Francja           | 1054,6         |
| 4.   | Miguel Induráin    | Hiszpania         | 1005           |
| 5.   | Marino Lejarreta   | Hiszpania         | 999,75         |
| 6.   | Erik Breukink      | Holandia          | 996,7          |
| 7.   | Sean Kelly         | Irlandia          | 965,9          |
| 8.   | Steve Bauer        | Kanada            | 816            |
| 9.   | Greg LeMond        | Stany Zjednoczone | 805,6          |
| 10.  | Tony Rominger      | Szwajcaria        | 789,5          |

Na 61. miejscu znalazł się Zenon Jaskuła.

### 1989
| L.p. | Zawodnik           | Kraj              | Liczba punktów |
| ---- | ------------------ | ----------------- | -------------- |
| 1.   | Laurent Fignon     | Francja           | 979,06         |
| 2.   | Charly Mottet      | Francja           | 887,28         |
| 3.   | Sean Kelly         | Irlandia          | 883,13         |
| 4.   | Pedro Delgado      | Hiszpania         | 676,28         |
| 5.   | Tony Rominger      | Szwajcaria        | 615,73         |
| 6.   | Rolf Sørensen      | Dania             | 561,03         |
| 7.   | Greg LeMond        | Stany Zjednoczone | 546,59         |
| 8.   | Steve Bauer        | Kanada            | 528,20         |
| 9.   | Marino Lejarreta   | Hiszpania         | 509,18         |
| 10.  | Maurizio Fondriest | Włochy            | 493,75         |

### 1988
| L.p. | Zawodnik           | Kraj      | Liczba punktów |
| ---- | ------------------ | --------- | -------------- |
| 1.   | Sean Kelly         | Irlandia  | 1025,33        |
| 2.   | Charly Mottet      | Francja   | 714,65         |
| 3.   | Steven Rooks       | Holandia  | 649,03         |
| 4.   | Adri van der Poel  | Holandia  | 616,17         |
| 5.   | Rolf Gölz          | Niemcy    | 615,65         |
| 6.   | Steve Bauer        | Kanada    | 588,18         |
| 7.   | Laurent Fignon     | Francja   | 571,76         |
| 8.   | Maurizio Fondriest | Włochy    | 522,52         |
| 9.   | Pedro Delgado      | Hiszpania | 480,35         |
| 10.  | Erik Breukink      | Holandia  | 469,48         |

### 1987
| L.p. | Zawodnik              | Kraj     | Liczba punktów |
| ---- | --------------------- | -------- | -------------- |
| 1.   | Sean Kelly            | Irlandia | 1198           |
| 2.   | Stephen Roche         | Irlandia | 919,25         |
| 3.   | Adri van der Poel     | Holandia | 597,5          |
| 4.   | Moreno Argentin       | Włochy   | 563            |
| 5.   | Claude Criquielion    | Belgia   | 550            |
| 6.   | Eric Vanderaerden     | Belgia   | 504,75         |
| 7.   | Teun van Vliet        | Holandia | 488,5          |
| 8.   | Charly Mottet         | Francja  | 488            |
| 9.   | Jean-François Bernard | Francja  | 470,5          |
| 10.  | Laurent Fignon        | Francja  | 456,5          |

### 1986
| L.p. | Zawodnik           | Kraj              | Liczba punktów |
| ---- | ------------------ | ----------------- | -------------- |
| 1.   | Sean Kelly         | Irlandia          | 1473,5         |
| 2.   | Greg LeMond        | Stany Zjednoczone | 864,75         |
| 3.   | Adri van der Poel  | Holandia          | 554,25         |
| 4.   | Claude Criquielion | Belgia            | 533,75         |
| 5.   | Phil Anderson      | Australia         | 483,5          |
| 6.   | Bernard Hinault    | Francja           | 467,75         |
| 7.   | Charly Mottet      | Francja           | 467            |
| 8.   | Urs Zimmerman      | Szwajcaria        | 446,5          |
| 9.   | Acácio da Silva    | Portugalia        | 430,75         |
| 10.  | Moreno Argentin    | Włochy            | 417,75         |